# Haartman
Haartman är en finländsk släkt, som härstammar från kronofogden i Halikko härad Jakob Bengtsson Haartman (död 1697). Från hans yngste son härstammar den 1810 i Finland adlade ätten von Haartman.

## Personer med efternamnet Haartman eller von Haartman
Personer utan angiven nationalitet är från Finland.
- Alfred Michael von Haartman (1839–1907), jägmästare och statsman
- Axel Haartman (1877–1969), målare och författare
- Carl von Haartman  – flera personer
  - Carl von Haartman (militär) (1897–1980), diplomat, affärsman, även verksam inom filmbranschen
  - Carl Daniel von Haartman (1792–1877), läkare och professor
  - Carl F.G. von Haartman  (1819–1888), läkare
- Fridolf Rafael von Haartman (1839–1902), affärsman
- Gabriel Erik von Haartman (1757–1815), läkare och statsman
- Greta von Haartman (1889–1948), operasångerska
- Hedvig von Haartman (1862–1902), frälsningsarméledare
- Isak von Haartman (född 1996), svensk musikproducent och kompositör
- Jakob Haartman (1717–1788), biskop
- Johan Haartman, flera personer
  - Johan Haartman (teolog) (1682–1737), professor i metafysik
  - Johan Haartman (läkare) (1725–1787), läkare och Linnélärjunge
- Johannes von Haartman (1869–1925), advokat och ämbetsman
- Lars von Haartman (1919–1998), ornitolog och poet
- Lars Gabriel von Haartman (1789–1859), friherre och statsman
- Victor von Haartman (1830–1895), statsman